# Receptor X de pregnano
El receptor X de pregnano (PXR), también conocido como NR1I2 (de sus siglas en inglés "nuclear receptor subfamily 1, group I, member 2") es un factor de transcripción de la familia de los receptores nucleares codificado en humanos por el gen HGNC NR1I2 , cuya función primaria consiste en detectar la presencia de sustancias tóxicas o extrañas en la célula y, en respuesta, activar la expresión de proteínas encargadas de la detoxificación y eliminación de dichas sustancias fuera del cuerpo.
PXR se caracteriza por presentar un dominio de unión a ligando y un dominio de unión a ADN. Este receptor es un regulador transcripcional del gen CYP3A4 del citocromo P450, mediante su unión al elemento de respuesta del promotor CYP3A4 en forma de un heterodímero formado junto con el receptor RXR de ácido retinoico. PXR es activado por diversos compuestos que inducen la expresión de CYP3A4, tales como dexametasona y rifampicina. Se han descrito diversas variantes transcripcionales por splicing alternativo del gen, que codifican diferentes isoformas del receptor, algunas de las cuales utilizan un codón no AUG (CUG) de inicio de la traducción. Sin embargo, aún no se han caracterizado totalmente las variantes transcripcionales mencionadas.

## Activación
PXR es activado por un gran número de compuestos endógenos y exógenos, como esteroides, antibióticos, antifúngicos, ácidos biliares, hiperforina, un constituyente del antidepresivo de hierbas St. John's Wort y muchos otros compuestos de hierbas.

## Función
Al igual que ocurre con otros receptores nucleares de tipo II, cuando PXR se activa forma un heterodímero con el receptor X retinoide, y se une al elemento de respuesta a hormonas en el ADN induciendo la expresión de determinados genes.
Una de las primeras dianas tras la activación de PXR es la inducción de CYP3A4, una importante enzima oxidativa de fase I que es responsable del metabolismo de numerosas drogas. Además, PXR activa la expresión de enzimas conjugativas de fase II, tales como la glutatión S-transferasa, y la de proteínas transporte de entrada y salida de fase III, tales como OATP2 y P-glicoproteína.